# دوغ لامبورن
دوغلاس لورانس لامبورن (بالإنجليزية: Doug Lamborn)‏ (مواليد 24 مايو 1954) هو محام وسياسي أمريكي، ويعمل حاليا كنائب في مجلس النواب الأمريكي لمنطقة الكونغرس الخامسة في ولاية كولورادو. وهو عضو في الحزب الجمهوري. تم انتخابه في عام 2007، ومقر مقاطعته في كولورادو سبرينغز.

## النشأة والمهنة
ولد لامبورن في ليفنوورث، كانساس، ودرس في مدرسة لانسينغ الثانوية، في لانسينغ، كانساس. وبعد التخرج، حصل لامبورن على درجة البكالوريوس في الصحافة من جامعة كانساس في عام 1978 والدكتوراه من كلية الحقوق بجامعة كانساس في عام 1985. انتقل إلى كولورادو سبرينغز، كولورادو وأصبح محاميا خاصا يركز على قانون الأعمال والعقارات.

## المواقف السياسية

### الاقتصاد
لا يؤيد لامبورن زيادة الحد الأدنى للأجور ويعتقد أن ما لا يقل عن 500,000 أمريكي سيفقدون وظائفهم نتيجة لزيادة الأجور. لامبورن يدعم إصلاح الضمان الاجتماعي.

### التعليم
لامبورن لا يدعم مبادرة المعايير الحكومية للأساس المشترك. وقد وصف الأساس المشترك بأنه «معيب للغاية» وادعى أنه «يخفض المعايير التعليمية»، ويزيل تأثير الوالدين على تعليم الأطفال.

### البيئة
يعتقد لامبورن أن الرسوم الاتحادية التي تؤثر على صناعة الطاقة فيما يتعلق ب‍تغير المناخ لا ينبغي أن تكون موجودة.

### سياسة السلاح
لا يدعم أي قيود على مبيعات الأسلحة.

### الرعاية الصحية
أطلق لامبورن على قانون الرعاية الميسورة التكاليف (أوباماكير) وصف «الكارثة». «وهو يؤيد إلغاء البرنامج واستبداله وإزالة تمويله. وهو يريد أن يحل محله» حلول محافظة وحلول السوق الحرة"."
وهو يؤيد إصلاح نظام الرعاية الطبية ويقول إنه «استحقاق مسرف.»

### القضايا الاجتماعية
لامبورن مناهض للإجهاض، ويعارض زواج المثليين، و«لا يدعم العفو من أي نوع»، ويؤيد بذل مزيد من الجهود لتأمين الحدود. في عام 2015 كرد فعل على جدل عيد الميلاد، قدم القرار 564، الذي تلقى 35 مشاركًا في رعايته، لتأكيد عيد الميلاد علنًا.

#### سياسة المخدرات
إنه يعارض تقنين الماريجوانا.